# Metacnephia nuragica
Metacnephia nuragica is een muggensoort uit de familie van de kriebelmuggen (Simuliidae). De wetenschappelijke naam van de soort is voor het eerst geldig gepubliceerd in 1975 door Rivosecchi, Raastad & Contini.